# Zichya deracanthoides
Zichya deracanthoides är en insektsart som beskrevs av Bei-bienko 1933. Zichya deracanthoides ingår i släktet Zichya och familjen vårtbitare. Inga underarter finns listade i Catalogue of Life.